# Конарєв Микола Семенович
Микола Семенович Ко́нарєв, також Ко́нарев (19 січня 1927, Донецьк — 10 квітня 2007) — український радянський доктор технічних наук, професор, академік, віце-президент Академії транспорту Російської Федерації, довічний член Президії Міжнародної асоціації залізничних конгресів, почесний президент Міжнародної академії транспорту, президент Товариства дружби народів Росії і Фінляндії. Один з найзнаменитіших міністрів шляхів сполучення СРСР (1982—1991). Депутат Ради Союзу Верховної Ради СРСР 11 скликання (1984–1989) від Грузинської РСР. Член ЦК КПРС (1986–1990). Почесний громадянин Харкова.